# Crisis de identidad
En psicología, la crisis de identidad es el fracaso en alcanzar la identidad del yo durante la adolescencia. El término fue acuñado por el psicólogo alemán Erik Erikson.
La etapa del desarrollo psicosocial en la que puede ocurrir una crisis de identidad se denomina cohesión de identidad versus confusión de roles. Durante esta etapa, los adolescentes se enfrentan al crecimiento físico, la madurez sexual y la integración de ideas sobre sí mismos y sobre lo que otros piensan de ellos. Por tanto, los adolescentes forman su propia imagen y soportan la tarea de resolver la crisis de su identidad básica del yo. La resolución exitosa de la crisis depende del progreso de uno a través de etapas de desarrollo anteriores, centrándose en cuestiones como la confianza, la autonomía y la iniciativa.
El propio interés de Erikson por la identidad comenzó en la infancia. Erikson nació como judío asquenazí y se sintió un extraño. Sus últimos estudios sobre la vida cultural entre los yurok del norte de California y los sioux de Dakota del Sur ayudaron a formalizar las ideas de Erikson sobre el desarrollo de la identidad y la crisis de identidad. Erikson describió a quienes atraviesan una crisis de identidad como exhibiendo confusión.

## Concepto
A veces, las personas enfrentan obstáculos que pueden impedir el desarrollo de una identidad sólida. Este tipo de crisis no resuelta deja a los individuos luchando por "encontrarse a sí mismos". A menudo parecen no tener idea de quiénes o qué son, a dónde pertenecen o adónde quieren ir. Es posible que se retiren de la vida normal, no actúen o actúen como normalmente lo harían en el trabajo, en su matrimonio o en la escuela, o no podrán tomar decisiones definitorias sobre el futuro. Incluso pueden recurrir a actividades negativas, como el crimen o las drogas, ya que desde su punto de vista tener una identidad negativa podría ser más aceptable que ninguna.
En el otro lado del espectro, quienes emergen de la etapa adolescente del desarrollo de la personalidad con un fuerte sentido de identidad están bien equipados para afrontar la edad adulta con confianza y certeza.
Describió la identidad como “un sentido subjetivo”, así como una cualidad observable de igualdad y continuidad personal, junto con alguna creencia en la igualdad y continuidad de alguna imagen del mundo compartida. Como una calidad de vida sin conciencia de sí mismo, esto puede ser gloriosamente obvio en un joven que se ha encontrado a sí mismo como ha encontrado su comunidad. En él vemos emerger una unificación única de lo que se da irreversiblemente, es decir, tipo de cuerpo y temperamento, dotes y vulnerabilidad, modelos infantiles e ideales adquiridos, con las opciones abiertas. proporcionados en roles disponibles, posibilidades ocupacionales, valores ofrecidos, mentores reunidos, amistades hechas y primeros encuentros sexuales.

## Teoría marciana
La investigación de James Marcia sobre los estados de identidad de los adolescentes también se aplica al marco de Erikson de las crisis de identidad en los adolescentes.
La ejecución hipotecaria de identidad es un estado de identidad que, según Marcia, es una identidad desarrollada por un individuo sin muchas opciones. "El estado de ejecución hipotecaria es cuando se hace un compromiso sin explorar alternativas. A menudo, estos compromisos se basan en ideas y creencias de los padres que se aceptan sin cuestionar". La exclusión de la identidad puede contribuir a las crisis de identidad en los adolescentes cuando se quita la "manta de seguridad" de su identidad asumida. Estos "individuos embargados a menudo entran en crisis, sin saber qué hacer sin poder confiar en las normas, reglas y situaciones a las que están acostumbrados". Un ejemplo de esto sería el hijo de un agricultor que se entera de que su padre está vendiendo la finca, y cuya identidad como heredero de una finca y el estilo de vida e identidad de un agricultor se ha visto sacudida por esa noticia.
La moratoria de identidad es el estado que, según la teoría de Marcia, dura más tiempo en los individuos, es el más volátil y puede describirse mejor como "la exploración activa de alternativas". Las personas que experimentan una moratoria de identidad pueden ser de mente muy abierta y reflexivas, pero también en crisis sobre su identidad. Un ejemplo de esto sería un estudiante universitario que carece de convicción en su futuro después de cambiar de carrera varias veces, pero parece que todavía no puede encontrar su pasión.
El logro de la identidad es la resolución de muchas crisis de identidad. El logro de la identidad ocurre cuando el adolescente ha explorado y se ha comprometido con aspectos importantes de su identidad.